# Pelophryne saravacensis
Pelophryne saravacensis es una especie de anfibio anuro de la familia Bufonidae.

## Distribución geográfica
Esta especie es endémica de Sarawak en el este de Malasia, en el noroeste de Borneo. Se encuentra en las montañas Tama Abu, Nanga Tekalit, Sungai Segaham y Sungai Pesu.

## Descripción
Pelophryne saravacensis mide para los machos de 17 a 20 mm y para la hembra mide 21 mm.

## Etimología
El nombre de la especie está compuesto de saravac y del sufijo latino -ensis que significa "que vive, que habita", y le fue dado en referencia al lugar de su descubrimiento, Sarawak.

## Publicación original
- Inger & Stuebing, 2009: New species and new records of Bornean frogs (Amphibia: Anura). Raffles Bulletin of Zoology, vol. 57, p. 527-535[2]